# Смерть и похороны Леонида Брежнева
Генеральный секретарь ЦК КПСС и Председатель Президиума Верховного Совета СССР Леонид Ильич Брежнев скончался 10 ноября 1982 года на 76-м году жизни на государственной даче «Заречье-6» в ближайшем Подмосковье. Причиной смерти Брежнева стала внезапная остановка сердца, вызванная многочисленными сердечными заболеваниями, от которых генсек страдал несколько лет. Похороны состоялись 15 ноября и транслировались по советскому телевидению в прямом эфире. На похоронах присутствовали лидеры множества государств и руководители левых партий многих стран мира.

## Болезнь и смерть
Брежнев тяжело болел уже с 1974 года. Он страдал от болезни сердца. По различным данным[каким?], список его заболеваний мог также включать лейкемию, подагру, эмфизему, рак челюсти. Ему также имплантировали кардиостимулятор. Из-за плохого состояния здоровья Брежнев неоднократно[когда?] пропускал встречи с руководителями других государств[какими?], что порождало самые разнообразные слухи[какие?][значимость факта?]. За последние восемь лет его жизни такое происходило несколько раз[когда?]. Тем не менее, известие о его смерти оказалось для всех, кроме его врачей, неожиданностью. 23 марта 1982 года в Ташкенте на него упала металлическая балка на заводе. У Брежнева произошёл болевой шок, вызванный сочетанием тяжёлых травм — переломом ключицы, переломом пяти рёбер, кровоизлиянием в печень. После приёма медикаментов Брежнев во время церемонии награждения потерял сознание, так как действие болеутоляющего кончилось. От травматической пневмонии (воспаление лёгких, развивающееся в результате повреждения грудной клетки) Брежнев сразу не умер, но, по мнению лечащего врача, академика А. Г. Чучалина, эта травма окончательно подорвала здоровье Брежнева. Всего лишь за три дня до своей смерти, 7 ноября 1982 года, он принимал парад, посвящённый очередной годовщине Октябрьской революции, где все отметили, что он выглядит лучше, чем прежде[значимость факта?].
В настоящее время известны обстоятельства последних часов жизни Брежнева и того, что за этим последовало. Вечером 9 ноября 1982 года генеральный секретарь ужинал на своей даче (госдача «Заречье-6») вместе со своей семьёй, после чего лёг спать. По всей вероятности, Брежнев умер во сне, так как утром, когда охранник Владимир Собаченков попытался его разбудить, он был уже мёртв[нужен лучший источник]. Охранник попытался реанимировать умершего, сделать ему искусственное дыхание и массаж сердца, но это не помогло. По данным зятя генсека Юрия Чурбанова, Леонид Ильич мгновенно и тихо умер ещё ночью: у него оторвался тромб, попавший прямо в сердце. Из опубликованных материалов и свидетельств остаётся неясным, почему в эту ночь и к моменту обнаружения тела на даче отсутствовал прикреплённый личный врач Брежнева Михаил Косарев (который обычно даже во время приёма пищи всегда сидел за столом с генсеком), и проводить реанимационные мероприятия пришлось исключительно охраннику[значимость факта?]. Когда стало ясно, что реанимация успеха не имеет, охрана срочно вызвала лечащего врача академика Чазова, а уже тот позвонил секретарю ЦК КПСС Юрию Андропову, который первым из партийных деятелей прибыл на место смерти генсека за его портфелем (о котором сам Брежнев со смехом говорил, будто в нём хранится компромат на членов Политбюро). Далее были извещены и прибыли министр обороны Дмитрий Устинов, министр иностранных дел Андрей Громыко. Здесь же, у постели Брежнева, был решён вопрос о преемнике — по предложению Устинова и с согласия Громыко, решено, что им станет Андропов.
О смерти Леонида Брежнева было официально сообщено в четверг 11 ноября 1982 года в 11 утра по всем радиоканалам, а затем в программе «Время» диктором Игорем Кирилловым:

Центральный комитет Коммунистической Партии Советского Союза, Президиум Верховного Совета СССР и Совет министров СССР с глубокой скорбью извещают партию и весь советский народ, что 10 ноября 1982 года в 8 часов 30 минут утра скоропостижно скончался генеральный секретарь Центрального комитета Коммунистической Партии Советского Союза, Председатель Президиума Верховного Совета СССР Леонид Ильич Брежнев. Имя Леонида Ильича Брежнева, верного продолжателя великого ленинского дела, пламенного борца за мир и коммунизм будет всегда жить в сердцах советских людей и всего прогрессивного человечества.

## Похороны
Руководством СССР было принято решение о создании комиссии по организации похорон Брежнева. Комиссию, согласно этому решению, возглавил Юрий Андропов. Многие[кто?] восприняли это как свидетельство того, что именно Андропов возглавит партию и государство в качестве преемника Брежнева. Официально причины смерти были объявлены так:
…Медицинское заключение о болезни и причине смерти определяет, что Брежнев Л. И. страдал атеросклерозом аорты с развитием аневризмы её брюшного отдела, стенозирующим атеросклерозом коронарных артерий, ишемической болезнью сердца с нарушением ритма, рубцовыми изменениями миокарда после перенесённых инфарктов. Между восемью и девятью часами 10 ноября 1982 года произошла внезапная остановка сердца. При патологоанатомическом исследовании диагноз полностью подтвердился…
10 ноября 1982 года после обеда была изменена сетка телепередач; все развлекательные, спортивные и детские передачи были отменены. Так как 10 ноября отмечался день Советской милиции, в программе был запланирован концерт, посвящённый этому дню и транслировавшийся из Колонного зала Дома Союзов. Концерт был отменён без объяснения причин и заменён на трансляцию фильма «Депутат Балтики». Утром 11 ноября в 10 часов утра было сообщено о смерти Л. И. Брежнева. Дни с 12 по 15 ноября были объявлены днями государственного траура. Фактически траур начался уже 11 ноября, во второй половине дня все города уже были в траурном убранстве, а по радио и телевидению звучала траурная музыка. Прощание с телом Брежнева было организовано в Колонном зале Дома Союзов. Вплоть до утра 15 ноября продолжался доступ к телу. Согласно официальной хронике, там побывали «трудящиеся Москвы, представители других городов и союзных республик, зарубежные делегации».
Безопасность обеспечивалась более чем 20000 сотрудниками милиции и внутренних войск МВД СССР. Сотрудники милиции были переведены на казарменное положение. Кроме того, были предприняты меры, аналогичные тем, что предпринимались во время Московской Олимпиады. Так, были вполовину сокращены электропоезда, следующие в Москву, междугородные автобусы во время траура отправлялись только из областных центров, остальные были отменены, билеты на поезда и самолёты продавались только при наличии московской прописки, либо командировочного удостоверения, либо по заверенным телеграммам на похороны. В самом городе были полностью закрыты для движения все центральные улицы. Пересадочные станции метро в центре Москвы работали только на пересадку с линии на линию, станция «Проспект Маркса» работала только на вход (вход со стороны Госплана СССР на улице Горького, для участвовавших в церемонии прощания в Колонном зале Дома Союзов), станции не имевшие пересадок были закрыты вообще и поезда на них не останавливались. В день похорон, начиная с открытия и до 14.00 поезда шли с пассажирами только до станций, имевших пересадку на Кольцевую линию. Вход в район, примыкающий к Дому Союзов был разрешён только для тех, кто там проживает или работает. Магазины в центре Москвы (кроме продовольственных) были также закрыты.
Современники отмечают обстановку во время траура по Брежневу как «давящую и гнетущую. Траурная музыка, траурные новости, грусть, переходящая в скорбь, — казалось, ничего светлого и радостного в СССР больше не будет»[значимость факта?].
15 ноября в день похорон в школах были отменены занятия. В 10:15 у гроба с телом Брежнева выстроились руководители Советского Союза (см. список ниже).
Гроб с телом Брежнева был установлен на артиллерийский лафет. В сопровождении почётного эскорта из солдат Московского гарнизона, генералов и адмиралов, нёсших на красных подушечках многочисленные награды покойного, лафет с гробом двинулся на Красную площадь. Здесь уже находились многочисленные участники похорон, шеренги военнослужащих гарнизона. Руководители Советского государства находились на трибуне Мавзолея Ленина. На гостевых трибунах размещались члены и кандидаты в члены ЦК КПСС, депутаты Верховного Совета СССР и РСФСР, представители партийных и общественных организаций, военачальники, передовики производства, члены иностранных делегаций.
С трибуны Мавзолея произнесли траурные речи Юрий Андропов, Дмитрий Устинов, Анатолий Александров, шлифовщик московского завода счётно-аналитических машин Виктор Викторович Пушкарёв, 1-й секретарь Днепродзержинского горкома КП Украины Алексей Фёдорович Гордиенко. После этого члены комиссии по организации похорон на руках перенесли гроб с телом Брежнева к заранее приготовленной у Кремлёвской стены могиле. Здесь с Брежневым попрощались его ближайшие родственники. В 12:45 гроб был закрыт и опущен в могилу. При опускании гроба зазвучал Государственный гимн СССР, и грянул пушечный залп. В связи c этим неожиданным залпом появился миф о том, что опускавшие гроб с телом Брежнева уронили его. Один из тех, кто опускал гроб, Георгий Коваленко, опровергает это, говоря, что народ, смотревший церемонию похорон по телевизору, просто принял орудийный залп за стук упавшего гроба.
В это же время орудийные залпы прозвучали в столицах союзных республик, городах-героях Ленинграде, Волгограде, Одессе, Севастополе, Новороссийске, Керчи, Туле, крепости-герое Бресте, а также в Калининграде, Львове, Ростове-на-Дону, Куйбышеве, Свердловске, Новосибирске, Чите, Хабаровске, Владивостоке, Североморске, Днепропетровске, Запорожье и Днепродзержинске. На пять минут была остановлена работа всех предприятий и организаций СССР. Весь водный и железнодорожный транспорт, а также заводы и фабрики дали трёхминутный салют гудками. Могила была засыпана землёй, и на ней были водружены парадный портрет покойного, венки и подушечки с орденами.
После этого руководители СССР вновь поднялись на трибуну Мавзолея, чтобы принять парад войск московского гарнизона, отдававших последнюю честь Брежневу, занимавшему при жизни также пост председателя Совета обороны СССР. В конце прощания с Брежневым члены иностранных делегаций, проходя мимо свежей могилы Брежнева, кланялись либо отдавали воинское приветствие.

### Список присутствовавших на похоронах

#### Список руководителей КПСС и Советского государства, присутствовавших на похоронах
| Фамилия И. О.     | Должность (на момент похорон)                                     | Годы жизни |
| ----------------- | ----------------------------------------------------------------- | ---------- |
| Андропов Ю. В.    | Генеральный Секретарь ЦК КПСС                                     | 1914—1984  |
| Горбачёв М. С.    | Секретарь ЦК КПСС                                                 | 1931—2022  |
| Гришин В. В.      | Первый секретарь Московского горкома КПСС                         | 1914—1992  |
| Громыко А. А.     | Министр иностранных дел СССР                                      | 1909—1989  |
| Кириленко А. П.   | Секретарь ЦК КПСС                                                 | 1906—1990  |
| Кунаев Д. А.      | Первый секретарь ЦК КП Казахской ССР                              | 1912—1993  |
| Романов Г. В.     | Первый секретарь Ленинградского обкома КПСС                       | 1923—2008  |
| Тихонов Н. А.     | Председатель Совета Министров СССР                                | 1905—1997  |
| Устинов Д. Ф.     | Министр обороны СССР                                              | 1908—1984  |
| Черненко К. У.    | Секретарь ЦК КПСС, заведующий общим отделом ЦК КПСС               | 1911—1985  |
| Щербицкий В. В.   | Первый секретарь ЦК КП Украинской ССР                             | 1918—1990  |
| Алиев Г. А.       | Первый секретарь ЦК КП Азербайджанской ССР                        | 1923—2003  |
| Демичев П. Н.     | Министр культуры СССР                                             | 1917—2010  |
| Долгих В. И.      | Секретарь ЦК КПСС                                                 | 1924—2020  |
| Киселёв Т. Я.     | Первый секретарь ЦК КП Белорусской ССР                            | 1917—1983  |
| Кузнецов В. В.    | Первый заместитель председателя Президиума Верховного Совета СССР | 1901—1990  |
| Пономарёв Б. Н.   | Секретарь ЦК КПСС, заведующий международным отделом ЦК КПСС       | 1905—1995  |
| Рашидов Ш. Р.     | Первый секретарь ЦК КП Узбекской ССР                              | 1917—1983  |
| Соломенцев М. С.  | Председатель Совета Министров РСФСР                               | 1913—2008  |
| Шеварднадзе Э. А. | Первый секретарь ЦК КП Грузинской ССР                             | 1928—2014  |
| Зимянин М. В.     | Секретарь ЦК КПСС                                                 | 1914—1995  |
| Капитонов И. В.   | Секретарь ЦК КПСС                                                 | 1915—2002  |
| Русаков К. В.     | Секретарь ЦК КПСС                                                 | 1909—1993  |

#### Список руководителей других государств
| Фамилия И.              | Государство                   | Должность (на момент похорон) | Годы жизни  |
| ----------------------- | ----------------------------- | --- | ----------- |
| Тодор Живков            | НРБ                           | Генеральный секретарь ЦК БКП | 1911 — 1998 |
| Гриша Филипов           | НРБ                           | Председатель Совета Министров НРБ | 1919 — 1994 |
| Янош Кадар              | ВНР                           | Первый секретарь ЦК ВСРП | 1912 — 1989 |
| Пал Лошонци             | ВНР                           | Председатель Президиума Венгерской Народной Республики                                                                                                   | 1919 — 2005 |
| Чыонг Тинь              | Вьетнам                       | Генеральный секретарь ЦК КПВ и президент Вьетнама | 1907 — 1988 |
| Эрих Хонеккер           | ГДР                           | Генеральный секретарь ЦК СЕПГ и председатель Государственного совета ГДР                                                                                 | 1912 — 1994 |
| Вилли Штоф              | ГДР                           | Председатель Совета Министров ГДР | 1914 — 1999 |
| Хорст Зиндерман         | ГДР                           | Президент Народной палаты ГДР | 1915 — 1990 |
| Пак Сон Чхоль           | КНДР                          | Вице-президент КНДР | 1913 — 2008 |
| Фидель Кастро           | Куба                          | Первый секретарь ЦК Компартии Кубы и председатель Государственного совета и Совета Министров Кубы                                                        | 1926 — 2016 |
| Суфанувонг              | Лаос                          | Президент ЛНДР | 1909 — 1995 |
| Юмжагийн Цэдэнбал       | МНР                           | Генеральный секретарь ЦК МНРП, Председатель Президиума Великого Народного хурала МНР                                                                     | 1916 — 1991 |
| Жамбын Батмунх          | МНР                           | Председатель Совета Министров МНР | 1927 — 1997 |
| Войцех Ярузельский      | ПНР                           | Первый секретарь ЦК ПОРП и председатель Совета Министров ПНР                                                                                             | 1923 — 2014 |
| Генрик Яблоньский       | ПНР                           | Председатель Государственного совета ПНР | 1909 — 2003 |
| Николае Чаушеску        | СР Румыния                    | Генеральный секретарь РКП и президент СРР | 1918 — 1989 |
| Густав Гусак            | Чехословакия                  | Генеральный секретарь ЦК КПЧ и президент ЧССР | 1913 — 1991 |
| Любомир Штроугал        | Чехословакия                  | Председатель правительства ЧССР | 1924 — 2023 |
| Пётр Стамболич          | Югославия                     | Председатель Президиума СФРЮ | 1912 — 2007 |
| Хуан Хуа                | Китай                         | Министр иностранных дел КНР | 1913 — 2010 |
| Бабрак Кармаль          | Афганистан                    | Председатель революционного совета Афганистана и генеральный секретарь ЦК НДПА                                                                           | 1929 — 1996 |
| Али Насер Мухаммед      | Южный Йемен                   | Генеральный секретарь ЦК ЙСП и председатель Президиума Верховного Народного совета НДРЙ                                                                  | р. 1939     |
| Хенг Самрин             | Камбоджа                      | Генеральный секретарь ЦК НРПК и председатель Государственного совета Камбоджи                                                                            | р. 1934     |
| Хафез Асад              | Сирия                         | Генеральный секретарь ПАСВ и президент Сирии | 1930 — 2000 |
| Жозе Эдуарду душ Сантуш | Ангола                        | Председатель МПЛА и президент Анголы | 1942 — 2022 |
| Менгисту Хайле Мариам   | Эфиопия                       | Председатель Временного военного административного совета Эфиопии и председатель Комиссии по организации партии трудящихся Эфиопии                       | р. 1937     |
| Даниэль Ортега          | Никарагуа                     | Член Национального руководства Сандинистского фронта национального освобождения, координатор Руководящего совета правительства национального возрождения | р. 1945     |
| Денис Сассу-Нгессо      | Народная Республика Конго     | Председатель ЦК Конголезской партии труда и президент Народной Республики Конго                                                                          | р. 1943     |
| Самора Машел            | Мозамбик                      | Председатель партии ФРЕЛИМО и президент Мозамбика | 1933 — 1986 |
| Муса Траоре             | Мали                          | Генеральный секретарь Демократического союза малийского народа и президент республики Мали                                                               | 1936 — 2020 |
| Хамфри Мулемба          | Замбия                        | Генеральный секретарь Объединённой партии национальной независимости и премьер-министр Замбии                                                            | 1932 — 1998 |
| Кабрал В.               | Гвинея-Бисау                  | Постоянный секретарь ЦК Африканской партии независимости Гвинеи и островов Зелёного Мыса                                                                 |             |
| Абилиу Дуарте           | Кабо-Верде                    | член Политической комиссии Национального совета Африканской партии независимости островов Зелёного Мыса и председатель Национальной народной ассамблеи   | 1931 — 1996 |
| Мворох Э.               | Бурунди                       | Генеральный секретарь партии единства и национального прогресса и председатель Национального собрания Бурунди                                            |             |
| Рабеуни Э.              | Мадагаскар                    | Председатель военного комитета развития Мадагаскара | 1915 — 1990 |
| Луи Беавоги             | Гвинея                        | Премьер-министр Гвинеи | 1923 — 1984 |
| Ибрагим Коромо          | Сьерра-Леоне                  | Вице-президент Сьерра-Леоне | 1930 — 1994 |
| Вилон Гезо Р.           | Бенин                         | Член Политбюро ЦК Партии народной революции Бенина и первый заместитель председателя Национального революционного собрания                               |             |
| Зелман Коуэн            | Австралия                     | Бывший генерал-губернатор Австралии | 1919 — 2011 |
| Рудольф Кирхшлегер      | Австрия                       | Президент Австрии | 1915 — 2000 |
| Хулио Вивот             | Аргентина                     | Министр обороны Аргентины | 1923 — 2001 |
| Вильфрид Мартенс        | Бельгия                       | Премьер-министр Бельгии | 1936 — 2013 |
| Фрэнсис Пим             | Великобритания                | Министр иностранных дел Великобритании | 1922 — 2008 |
| Хосе Самбрано Веласко   | Венесуэла                     | Министр иностранных дел Венесуэлы | 1930 — 2004 |
| Бишвайшвар Рамсаруп     | Гайана                        | Вице-президент Гайаны | 1939 — 2021 |
| Карл Карстенс           | ФРГ                           | Федеральный президент ФРГ | 1914 — 1992 |
| Ганс-Дитрих Геншер      | ФРГ                           | Вице-канцлер и министр иностранных дел ФРГ | 1927 — 2016 |
| Пол Скун                | Гренада                       | Генерал-губернатор Гренады | 1935 — 2013 |
| Андреас Папандреу       | Греция                        | Премьер-министр Греции | 1919 — 1996 |
| Хенрик                  | Дания                         | Принц-консорт Датский | 1934 — 2018 |
| Канаан Банана           | Зимбабве                      | Президент Зимбабве | 1936 — 2003 |
| Индира Ганди            | Индия                         | Премьер-министр Индии | 1917 — 1984 |
| Адам Малик              | Индонезия                     | Вице-президент Индонезии | 1917 — 1984 |
| Мудар Бардан            | Иордания                      | Премьер-министр Иордании | 1934 — 2023 |
| Таха Мааруф             | Ирак                          | Вице-президент Ирака | 1929 — 2009 |
| Патрик Хиллери          | Ирландия                      | Президент Ирландии | 1923 — 2008 |
| Хосе Перес Льорка       | Испания                       | Министр иностранных дел Испании | р. 1940     |
| Аминторе Фанфани        | Италия                        | Председатель Сената Италии | 1908 — 1999 |
| Али Салех               | Йеменская Арабская Республика | Президент Йеменской Арабской республики | 1942 — 2017 |
| Пьер Трюдо              | Канада                        | Премьер-министр Канады | 1919 — 2000 |
| Роберт Оуко             | Кения                         | Министр иностранных дел Кении | 1931 — 1990 |
| Спирос Киприану         | Кипр                          | Президент Кипра | 1932 — 2002 |
| Азиз Хусейн А.          | Кувейт                        | Государственный министр по делам Совета Министров Кувейта                                                                                                |             |
| Сенхоньо Э.             | Лесото                        | Заместитель премьер-министра Лесото |             |
| Халауи И.               | Ливан                         | Министр экономики, торговли и туризма Ливана |             |
| Абдель Джеллуд          | Ливия                         | Член Генерального секретариата Всеобщего народного конгресса Ливии                                                                                       | р. 1944     |
| Колетт Флеш             | Люксембург                    | Заместитель председателя правительства и министр иностранных дел Люксембурга                                                                             | р. 1937     |
| Агата Барбара           | Мальта                        | Президент Мальты | 1923 — 2002 |
| Сиди Мухаммед           | Марокко                       | Наследный принц Марокко | р. 1963     |
| Мигель Авелар           | Мексика                       | Председатель Большой комиссии сената Национального конгресса Мексики                                                                                     | 1937 — 2011 |
| Джермакое М.А.          | Нигер                         | Министр здравоохранения и председатель национальной комиссии по созданию общества развития Нигера                                                        |             |
| Алекс Эквуем            | Нигерия                       | Вице-президент Нигерии | 1932 — 2017 |
| Гийс ван Арденне        | Нидерланды                    | Заместитель премьер-министра Нидерландов | 1930 — 1995 |
| Харальд                 | Норвегия                      | Наследный принц Норвегии | р. 1937     |
| Мухаммед Зия-уль-Хак    | Пакистан                      | Президент Пакистана | 1924 — 1988 |
| Васку Фушер Перейра     | Португалия                    | Министр иностранных дел Португалии | 1922 — 1984 |
| Джордж Буш-старший      | США                           | Вице-президент США | 1924 — 2018 |
| Джордж Шульц            | США                           | Госсекретарь США | 1920 — 2021 |
| Абуд Джумбе             | Танзания                      | Вице-президент Танзании | 1920 — 2016 |
| Бюлент Улусу            | Турция                        | Премьер-министр Турции | 1923 — 2015 |
| Пауло Муванга           | Уганда                        | Вице-президент Уганды | 1924 — 1991 |
| Имельда Маркос          | Филиппины                     | Министр экологии и поселений Филиппин | р. 1929     |
| Мауно Койвисто          | Финляндия                     | Президент Финляндии | 1923 — 2017 |
| Пьер Моруа              | Франция                       | Премьер-министр Франции | 1928 — 2013 |
| Пьер Обер               | Швейцария                     | Вице-президент Швейцарии | 1927 — 2016 |
| Бертиль                 | Швеция                        | Принц Швеции | 1912 — 1997 |
| Улоф Пальме             | Швеция                        | Премьер-министр Швеции | 1927 — 1986 |
| Шахул Хамид             | Шри-Ланка                     | Министр иностранных дел Шри-Ланки | 1927 — 1999 |
| Дзэнко Судзуки          | Япония                        | Премьер-министр Японии | 1911 — 2004 |
| Эбуа С.                 | Камерун                       | Министр сельского хозяйства Камеруна |             |

#### Список руководителей делегаций левых партий различных стран
| Фамилия И.            | Государство              | Должность (на момент похорон)                                                                                    | Годы жизни  |
| --------------------- | ------------------------ | --- | ----------- |
| Марше Ж.              | Франция                  | Генеральный секретарь ФКП                                                                                        | 1920 — 1997 |
| Холл Г.               | США                      | Генеральный секретарь КП США                                                                                     | 1910 — 2000 |
| Мис Г.                | ФРГ                      | Генеральный секретарь ГКП                                                                                        | 1929 — 2017 |
| Куньял А.             | Португалия               | Генеральный секретарь Португальской компартии                                                                    | 1913 — 2005 |
| Берлингуэр Э.         | Италия                   | Генеральный секретарь Итальянской компартии                                                                      | 1922 — 1984 |
| Флоракис Х.           | Греция                   | Генеральный секретарь ЦК Греческой компартии                                                                     | 1914 — 2005 |
| Корвалан Л.           | Чили                     | Генеральный секретарь Чилийской компартии                                                                        | 1916 — 2010 |
| Арисменди Р.          | Уругвай                  | Генеральный секретарь Уругвайской компартии                                                                      | 1913 — 1989 |
| Мури Ф.               | Австрия                  | Председатель Австрийской компартии                                                                               | 1924 — 2001 |
| Макленнан Г.          | Великобритания           | Генеральный секретарь компартии Великобритании                                                                   | 1924 — 2011 |
| О’Риордан М.          | Ирландия                 | Генеральный секретарь компартии Ирландии                                                                         | 1917 — 2006 |
| Каштан У.             | Канада                   | Генеральный секретарь компартии Канады                                                                           | 1909 — 1993 |
| Ван Гейт Л.           | Бельгия                  | Генеральный секретарь компартии Бельгии                                                                          | 1927 — 2016 |
| Каяноя Ё.             | Финляндия                | Председатель компартии Финляндии                                                                                 | р. 1942     |
| Маньен А.             | Швейцария                | Председатель Швейцарской партии труда                                                                            | 1920 — 2011 |
| Шмитт Х.              | ФРГ                      | Председатель Социалистической единой партии Западного Берлина                                                    | 1925 — 1989 |
| Енсен Й.              | Дания                    | Председатель компартии Дании                                                                                     | 1920 — 1987 |
| Клевен Х.             | Норвегия                 | Председатель компартии Норвегии                                                                                  | 1926 — 2014 |
| Хагель Р.             | Швеция                   | Председатель правления Шведской рабочей партии                                                                   | р. 1934     |
| Урбани Р.             | Люксембург               | Председатель коммунистической партии Люксембурга                                                                 | 1927 — 1990 |
| Гасперони Э.          | Сан-Марино               | Председатель Сан-маринской коммунистической партии                                                               | 1906 — 1994 |
| Хауи Ж.               | Ливан                    | Генеральный секретарь ЦК Ливанской компартии                                                                     | 1938 — 2005 |
| Вильнер М.            | Израиль                  | Генеральный секретарь ЦК компартии Израиля                                                                       | 1918 — 2003 |
| Колле Куэто Х.        | Боливия                  | Первый секретарь ЦК компартии Боливии                                                                            | 1930 — 2007 |
| Падилья Р.            | Гондурас                 | Генеральный секретарь ЦК компартии Гондураса                                                                     | 1929 — 1998 |
| Али Ята               | Марокко                  | Генеральный секретарь Партии прогресса и социализма Марокко                                                      | 1920 — 1997 |
| Вассалло А.           | Мальта                   | Генеральный секретарь компартии Мальты                                                                           | 1924 — 2004 |
| Теодор Р.             | Гаити                    | Генеральный секретарь объединённой партии гаитянских коммунистов                                                 | 1940 — 2003 |
| Мабида М.             | ЮАР                      | Генеральный секретарь Южно-Африканской коммунистической партии                                                   | 1923 — 1986 |
| Джаган Ч.             | Гайана                   | Генеральный секретарь Народной прогрессивной партии Гайаны                                                       | 1918 — 1997 |
| Хармель М.            | Тунис                    | Первый секретарь Тунисской коммунистической партии                                                               | 1929 — 2011 |
| Иса Конде Н.          | Доминиканская Республика | Генеральный секретарь Доминиканской коммунистической партии                                                      | р. 1942     |
| Халед Мохи эд-Дин     | Египет                   | Генеральный секретарь Национально-прогрессивной (левой) партии Египта                                            | 1922 — 2018 |
| Тамбо О.              | ЮАР                      | Президент партии Африканский национальный конгресс                                                               | 1917 — 1993 |
| Нуйома С.             | Намибия                  | Президент партии «Организация народов Юго-Западной Африки»                                                       | 1929 — 2025 |
| Кришнан Н.К.          | Индия                    | Секретарь Национального совета Коммунистической партии Индии                                                     |             |
| Нааме Д.              | Сирия                    | Член Политбюро ЦК Сирийской компартии                                                                            |             |
| Манзурул Ахсан Хан    | Бангладеш                | Секретарь ЦК компартии Бангладеш                                                                                 | р. 1945     |
| Бальестерос Пулидо Х. | Испания                  | Заместитель Генерального секретаря компартии Испании                                                             | 1932 — 2015 |
| Хаммар Б.             | Швеция                   | Член исполкома правления коммунистической партии Швеции                                                          |             |
| Сепеда М.             | Колумбия                 | Член исполкома и секретариата ЦК Колумбийской компартии                                                          |             |
| Майдана А.            | Парагвай                 | Член политкомиссии ЦК Парагвайской компартии                                                                     | 1923 — 2010 |
| Карранс М. Р. А.      | Сальвадор                | Член политкомиссии ЦК Сальвадорской компартии                                                                    |             |
| Дансоко А.            | Сенегал                  | Заместитель Генерального секретаря ЦК Сенегальской компартии                                                     |             |
| Кямель М.             | Египет                   | Член Политбюро ЦК Египетской компартии                                                                           |             |
| Аль-Ашхаб Н.          | ООП                      | Член Политбюро ЦК Палестинской компартии                                                                         |             |
| Канэко М.             | Япония                   | Председатель секретариата ЦК компартии Японии                                                                    | 1924 — 2016 |
| Асуката И.            | Япония                   | Председатель Президиума ЦИК Социалистической партии Японии                                                       | 1915 — 1990 |
| Дюфеаль Ф.            | Мартиника                | Член Политбюро Мартиникской компартии                                                                            |             |
| Лопес Реаль Ф.        | Испания                  | Член Исполкома Испанской социалистической рабочей партии                                                         |             |
| Махмуд А.             | Бахрейн                  | Член Руководящего комитета фронта национального освобождения Бахрейна                                            |             |
| Мессадия М.Ш.         | Алжир                    | Член Политбюро партии «Фронт национального освобождения Алжира», руководитель постоянного секретариата ЦК партии |             |

#### Список других руководителей делегаций
| Фамилия И.            | Государство | Должность (на момент похорон)                             | Годы жизни  |
| --------------------- | ----------- | --------------------------------------------------------- | ----------- |
| Марини-Беттоло Дж. Б. | Ватикан     | Личный представитель папы Иоанна Павла II                 | 1915 — 1996 |
| Салем М.              | Египет      | Помощник президента Египта                                |             |
| Ногейра С. П.         | Бразилия    | Посол Бразилии в СССР                                     |             |
| Мпучане С.А.          | Ботсвана    | Посол Ботсваны в СССР                                     |             |
| У Чжо Кин             | Мьянма      | Посол Бирмы в СССР                                        |             |
| Харальдур Крейер      | Исландия    | Посол Исландии в СССР                                     |             |
| Мир Салим М.          | Иран        | Специальный представитель президента                      |             |
| Сэмпер Ч.             | Колумбия    | Постоянный представитель Колумбии в ООН                   |             |
| Перес де Куэльяр Х.   | ООН         | Генеральный секретарь ООН                                 | 1920 — 2020 |
| Ших Бекри             | ЮНЕСКО      | Первый заместитель генерального директора ЮНЕСКО          | р. 1927     |
| Ясир Арафат           | ООП         | Председатель Исполкома Организации Освобождения Палестины | 1929 — 2004 |

## Дальнейшие события
15 ноября 1982 года в Московском Кремле прошла встреча глав иностранных делегаций, прибывших на похороны Брежнева, с советскими руководителями. Они выразили свои соболезнования по поводу кончины Генерального секретаря ЦК КПСС его преемнику Юрию Андропову, а также Тихонову, Громыко и Кузнецову. Советское руководство в ответ выразило глубокую признательность всем тем, кто прибыл на похороны.
15 ноября 1982 года прошли личные встречи Андропова с Индирой Ганди, Джорджем Бушем-старшим, Джорджем Шульцем, Бабраком Кармалем, Мухаммедом Зия-уль-Хаком, Карлом Карстенсом. В то же время Тихонов встречался с Пьером Моруа, Андреасом Папандреу, Адамом Маликом, Пьером Трюдо.
В тот же день из Москвы отбыли делегации ГДР, ПНР, СРР и ЧССР. Эти делегации провожали члены Политбюро ЦК КПСС Горбачёв, Гришин, Кунаев и Устинов. В это же время из Москвы отбыли делегации Бельгии, Ватикана, Великобритании, Венесуэлы, ФРГ, Дании, Индии, Иордании, Италии, ЙАР, Кипра, Кувейта, Ливана, Люксембурга, Марокко, Нигерии, Нидерландов, Норвегии, США, Финляндии, Франции и Шри-Ланка, а также генеральный секретарь ООН и первый заместитель генерального директора ЮНЕСКО. Делегации провожали заместители Председателя Президиума Верховного Совета СССР Страутманис и Яснов, первый заместитель Председателя Совета Министров СССР Архипов и другие официальные лица.
16 ноября в газетах были опубликованы полные тексты заявлений руководителей делегаций по поводу кончины Брежнева.

## В культуре
Кончине Леонида Ильича Брежнева и последующим драматическим событиям в последние годы существования СССР было посвящено стихотворение Всеволода Емелина «Последний гудок (Похороны Брежнева)», написанное в 1990-е годы. Инципит стихотворения «Не бил барабан перед смутным полком, когда мы вождя хоронили…» совпадает с аналогичным в стихотворении Ивана Козлова «На погребение английского генерала сира Джона Мура». Похороны Брежнева упоминаются в фильме Сергея Соловьёва «Чёрная роза — эмблема печали, красная роза — эмблема любви» (1989).

## Комментарии
1. ↑  Список составлен по материалам газеты «Правда» за 16 ноября 1982 года
2. ↑  В газете он не указывался, но присутствовал на прощании и похоронах, хотя при этом не был на трибуне Мавзолея.

## Газетные материалы
- Страница 1 номера газеты «Правда», посвящённого кончине Брежнева.
- Страница 2 номера газеты «Правда», посвящённого кончине Брежнева.
- Страница 3 номера газеты «Правда», посвящённого кончине Брежнева.
- Страница 4 номера газеты «Правда», посвящённого кончине Брежнева.
- Страница 5 номера газеты «Правда», посвящённого кончине Брежнева.